# Billy Joe Patton
William Joseph Patton, mais conhecido como Billy Joe Patton (19 de abril de 1922 - 1 de janeiro de 2011), foi um golfista amador norte-americano mais conhecido por quase vencer o Masters de Golfe de 1954.